# Lutra affinis
Lutra affinis — вимерлий вид видр (Lutra). Скам'янілості представляють пліоцен Франції (1 колекція) та міоцен Греції (1).